# Záhoří (Verušičky)
Záhoří (německy Serles) je malá vesnice, část obce Verušičky v okrese Karlovy Vary v Karlovarském kraji. Nachází se asi 2,5 kilometru severozápadně od Verušiček. Záhoří leží v katastrálním území Záhoří u Verušiček o rozloze 1,82 km².

## Název
Německý název Serles je odvozen z českého slova Zahořan. V historických listinách se vyskytuje ve tvarech: zu Sohorsi (1378), in Zahorzan (1405), de Zahorzie (1462), de Zahorzan (1464), de Zahorze (1466), Záhoří (1539), ve vsi Zahorži (1578), auf Sehrles (1602), na Záhoří (1603), Sehrlaß (1652), Serlos (1654), Sehrles (1785), Serles a Sehrles (1847) nebo Záhoří a Sehrles (1848).

## Historie
První písemná zmínka o vesnici pochází z roku 1378, kdy zde již pravděpodobně stála tvrz v majetku Rudolfa ze Záhoří. Dalším známým držitelem byl až v letech 1462 a 1464 uváděný Jan Špán mladší ze Záhoří. Během šestnáctého století patřila vesnice k panství blízkého Čichalova, ale v letech 1578 a 1579 je zmiňována spolu se Skřipovou a Lukami. Od roku 1603 Záhoří patřilo Jindřichu Huvarovi z Lobenštejna, ale jeho synům byla vesnice roku 1623 za účast na stavovském povstání zabavena. Jejich sestra Barbora ji získala zpět a roku 1652 panství prodala Evě Markétě Mirošovské, které patřilo až do roku 1665, kdy bylo Záhoří připojeno k údrčskému panství. Někdy v té době zdejší tvrz beze stop zanikla a ve vesnici zůstal pouze panský dvůr.

## Obyvatelstvo
Při sčítání lidu v roce 1921 zde žilo sto obyvatel (z toho 48 mužů), z nichž byli dva Čechoslováci, 91 Němců a jeden cizinec. Všichni se hlásili k římskokatolické církvi. Podle sčítání lidu z roku 1930 měla vesnice 101 obyvatel: dva Čechoslováky a 99 Němců. I tentokrát všichni byli římskými katolíky.
|                                                                  | 1869 | 1880 | 1890 | 1900 | 1910 | 1921 | 1930 | 1950 | 1961 | 1970 | 1980 | 1991 | 2001 | 2011 | 2021 |
| ---------------------------------------------------------------- | ---- | ---- | ---- | ---- | ---- | ---- | ---- | ---- | ---- | ---- | ---- | ---- | ---- | ---- | ---- |
| Obyvatelé                                                        | 99   | 118  | 90   | 102  | 100  | 100  | 101  | 37   | 34   | 14   | 20   | 21   | 16   | 15   | 8    |
| Domy                                                             | 19   | 19   | 19   | 20   | 20   | 21   | 20   | 13   | —    | 6    | 5    | 5    | 5    | 5    | 5    |
| Počet domů z roku 1961 je zahrnut v domech místní části Vahaneč. |      |      |      |      |      |      |      |      |      |      |      |      |      |      |      |

## Obecní správa
Při sčítání lidu v letech 1869–1930 Záhoří bylo samostatnou obcí v okrese Žlutice. V roce 1950 bylo osadou obce Vahaneč v okrese Toužim. Od roku 1965 je částí obce Verušičky v okrese Karlovy Vary.

## Pamětihodnosti
- Na návsi stávala mariánská kaple ze druhé poloviny devatenáctého století. Měla čtvercový půdorys a její fasády byly členěné lizénovými rámy a polokruhově zakončenými okny. Z jehlancové střechy vybíhala zvonice. Uvnitř byl plochý strop a umístěná dřevěná soška Panny Marie.[12] Zbořena byla po roce 1963.[13]
- Významné byly také domy čp. 11 a 13 s hrázděnými patry a šalovanými štíty.[12]

## Galerie

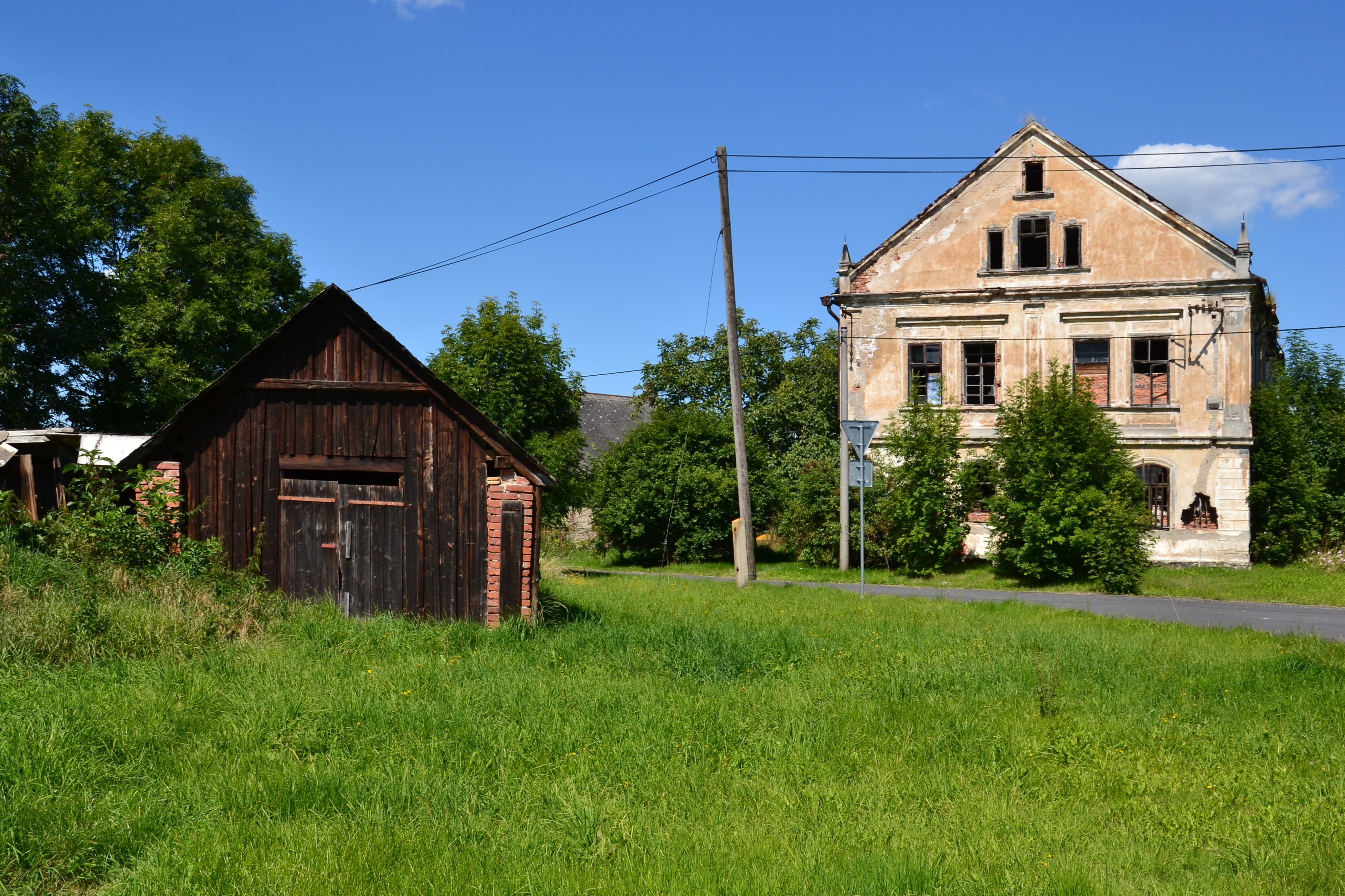
Opuštěná usedlost čp. 20
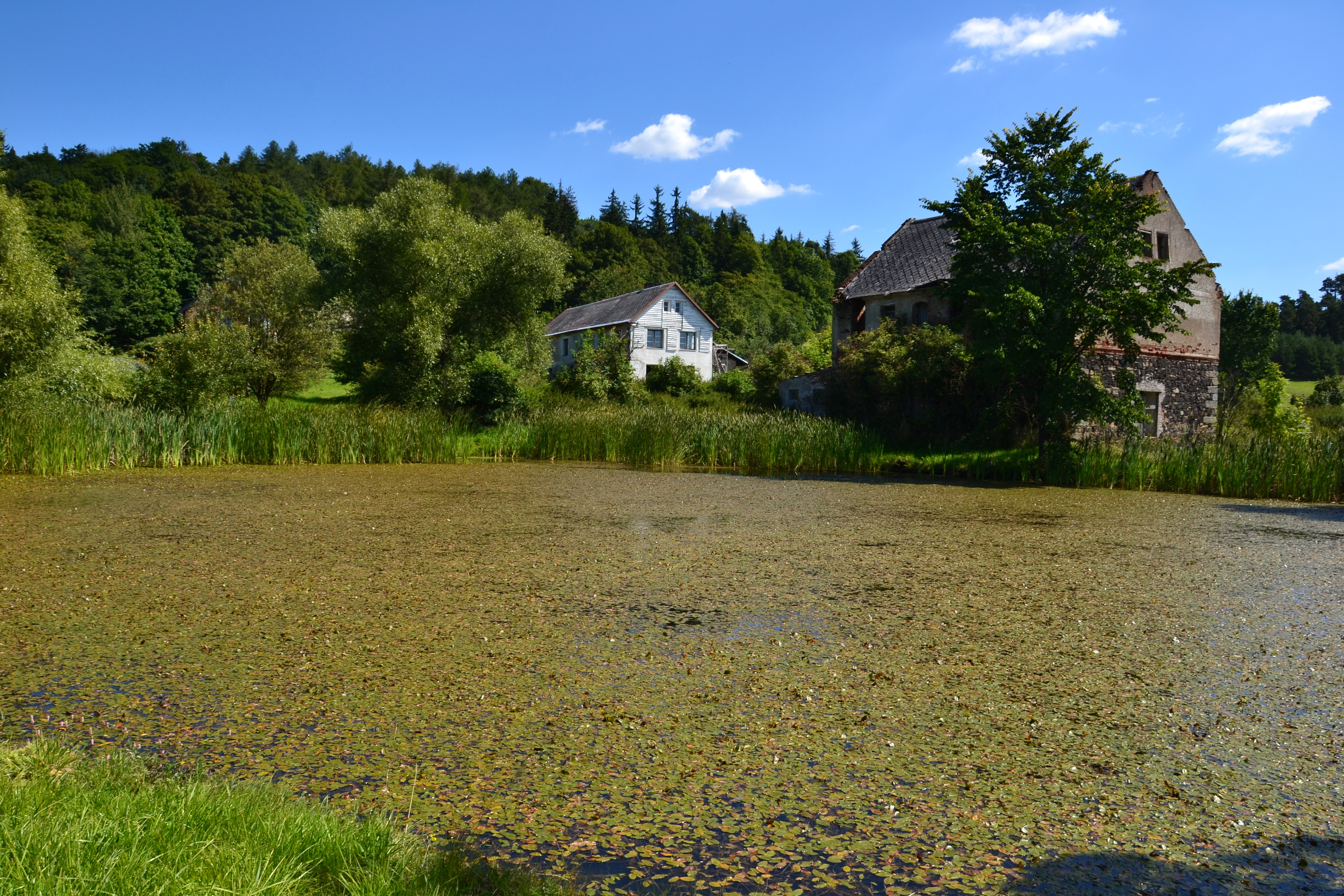
Domy nad rybníkem
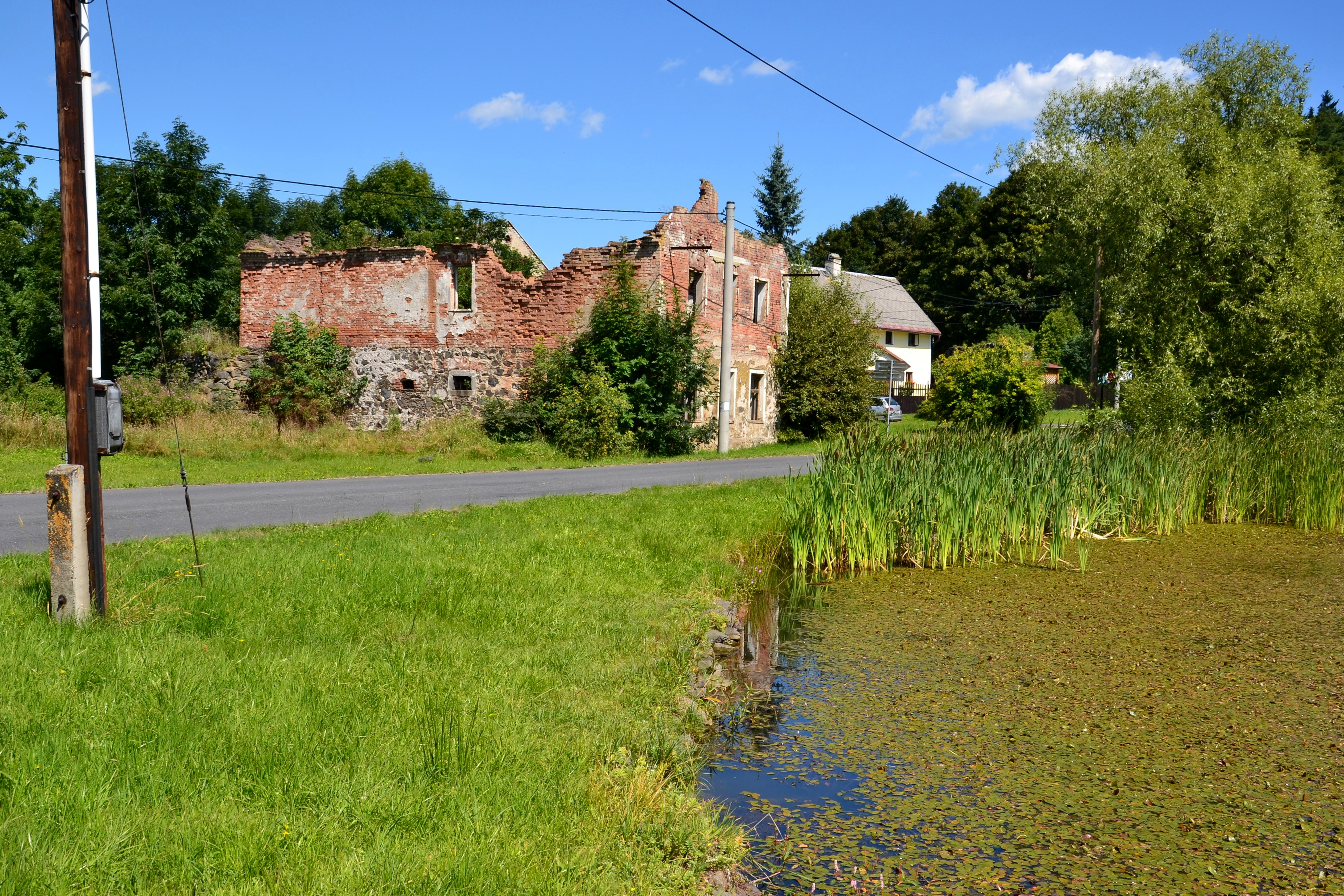
Domy v severovýchodní části osady